# Kung Oscars mottagning i Kristianstad
Kung Oscars mottagning i Kristianstad är en svensk svartvit dokumentär- och stumfilm i kortfilmsformat från 1906. Filmen producerades av N.E. Sterner och fotades av Robert Olsson.
Filmen skildrar Sveriges dåvarande kung Oscar II:s besök i Kristianstad den 6 september 1906 och premiärvisades den 12 september samma år på Göteborgs kinematograf.